# وينهول (فيرمونت)
وينهول (بالإنجليزية: Winhall, Vermont)‏ هي بلدة تقع بولاية فيرمونت في الولايات المتحدة. تبلغ مساحتها 114 (كم²)، وترتفع عن سطح البحر 548 م، بلغ عدد سكانها 702 نسمة في عام 2000 حسب إحصاء مكتب تعداد الولايات المتحدة وتصل الكثافة السكانية فيها 6.2 نسمة/كم2.

## وصلات خارجية
- The US50 - Cities and Towns in Vermont State
- Vermont Cities and Towns, Facts, Map, Flag, Colleges, Government, and More